# Meidži Maru
Meidži Maru (japonsky: 明治丸) je japonský parník z roku 1874. Původně byla loď dvoustěžňovým škunerem, ale poté byla přestavěna na plnoplachetník a do roku 1945 sloužila pro výcvik kadetů. V moderní době slouží jako muzeum, je japonskou kulturní památkou a nejstarší ocelovou lodí v Japonsku.

## Popis
Loď byla konstruována jako parník využívající nejnovější technologie a stejně jako všechny rané parníky měla i stěžně a plachty. Původně bylo plavidlo dvoustěžňovým škunerem. Loď byla 68 m dlouhá, 9,1 m široká, ponor činil 6,7 m a maximální výtlak 1 010 t. Po přestavbě v roce 1898 se z lodi stal trojstěžňový plnoplachetník, byla 73,8 m dlouhá, 8,9 m široká, ponor činil 6,6 m a maximální výtlak 1 037 t. Hlavní stožár měřil 31 m a mohla dosáhnout rychlosti až 11,5 uzlů.

## Historie
Meidži Maru byla stavěna pro japonskou vládu v loděnici Robert Napier & Sons na řece Clyde v Govanu (dnes část města Glasgow) ve Skotsku. Plavidlo bylo objednáno v březnu roku 1873, spuštění na vodu proběhlo v září 1874 a dokončeno bylo v listopadu téhož roku. V lednu 1875 loď pod velením britského kapitána R. H. Peterse s posádkou 52 mužů (mezi nimiž nebyl žádný Japonec) vyplula z Glasgow a v únoru dorazila do Jokohamy. Plánem japonské vlády bylo použít Meidži Maru jako zásobovací loď pro japonské majáky postavené Richardem Henry Bruntonem, zároveň ale byla příležitostně využívána císařem Meidži a členy jeho rodiny, pro kterýžto účel byla při stavbě lodi navržena propracovaně zdobená kabina; na počest plavby císaře na Meidži Maru mezi 16. a 20. červencem 1876 se v Japonsku slaví tzv. Den námořnictva. Loď také sloužila jako transportní pro císařské posly či diplomaty při jejich plavbách na Boninské ostrovy, Rjúkjú, Koreu a podobně.
V listopadu 1897 byla loď převedena na Tokijskou námořní akademii a v únoru 1898 byla přeměněna na třístěžňovou cvičnou loď pro výcvik mladých námořních kadetů – byla používána jako „ukotvená výcviková loď“, a během následujících pěti dekád na ní cvičilo více než 5 000 budoucích námořníků.
Několikrát byl těžce poškozen její trup a vybavení tajfuny, pokaždé ale byla loď opravena. V září 1923 pak zasáhlo oblast Tokia velké zemětřesení a většina budov a kolejí námořní školy shořela, Meidži Maru však neutrpěla žádnou škodu a evakuovala cca 600 osob postižených živelnou katastrofou.
V srpnu 1927 byl z její strojovny odstraněn parní stroj a další zařízení.
Během amerického bombardování Tokia sloužila jako útočiště pro civilní obyvatelstvo. Bezprostředně po konci války loď i všechny budovy akademie obsadila americká armáda, a Meidži Maru byla využívána jako důstojnický klub. Vlivem minimální údržby se 24. července 1951 náhle potopila, a v říjnu téhož roku byla navrácena škole.

## Záchrana
V roce 1952 se vedení Tokijské Univerzity obchodního námořnictva (nástupce Námořní Akademie) rozhodlo opravit loď a znovu ji využívat jako cvičnou. Zaměstnanci a studenti provedli základní práce, v červenci pak opravu převzala společnost Nippon Salvage Co. V únoru 1954, po pečlivé kontrole, se však musela univerzita svého plánu vzdát kvůli příliš vážnému poškození plavidla. Od té doby byla loď používána jako skladiště.
V roce 1962 bylo město Tokio nuceno vystavět protipřílivový násep na pobřeží; Meidži Maru tak zůstala odříznuta v malém jezírku. Za účelem zabezpečení lodi proběhly v roce 1963–1964 rekultivační práce na rybníku a byly opraveny poškozené části lodi, která byla nově upevněna k zemi na její současné pozici. Stav lodi se poté díky pravidelným opravám postupně zlepšoval. V květnu 1978 byla označena japonskou vládou za kulturní památku Japonska, v říjnu 1980 pak byl zahájen osmiletý projekt rekonstrukce. Pro veřejnost byla loď otevřena 16. května 1989.

## Galerie

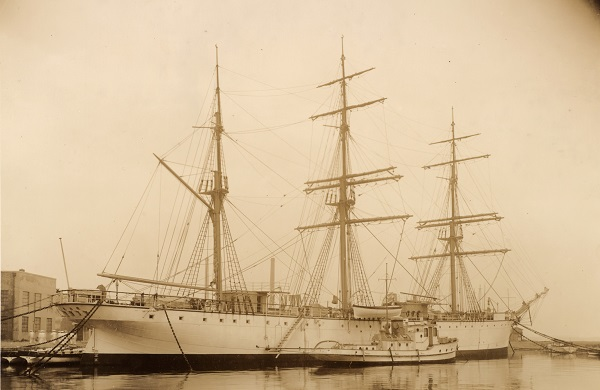
Meidži Maru před rokem 1945
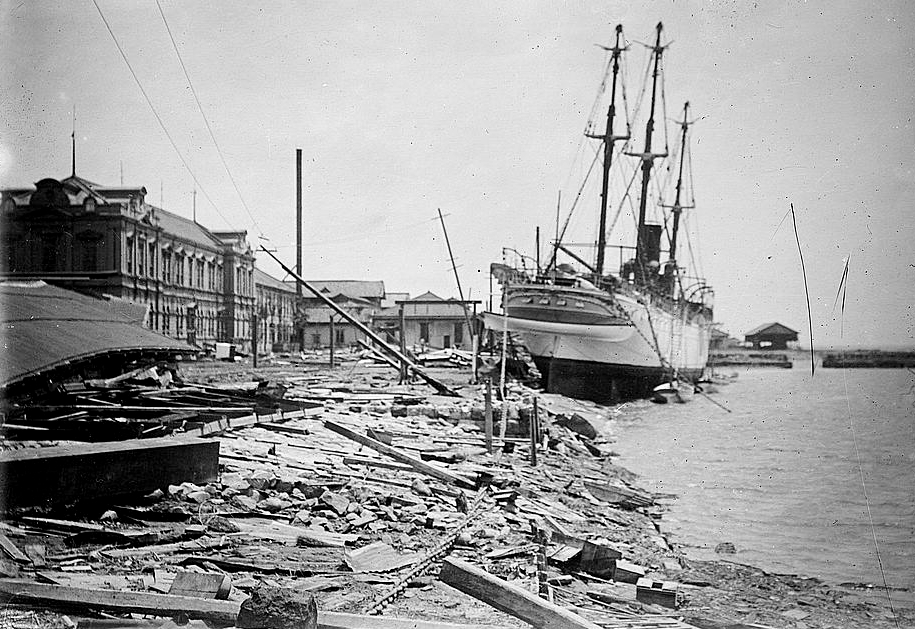
Loď po tajfunu, mezi cca. 1910 až 1915
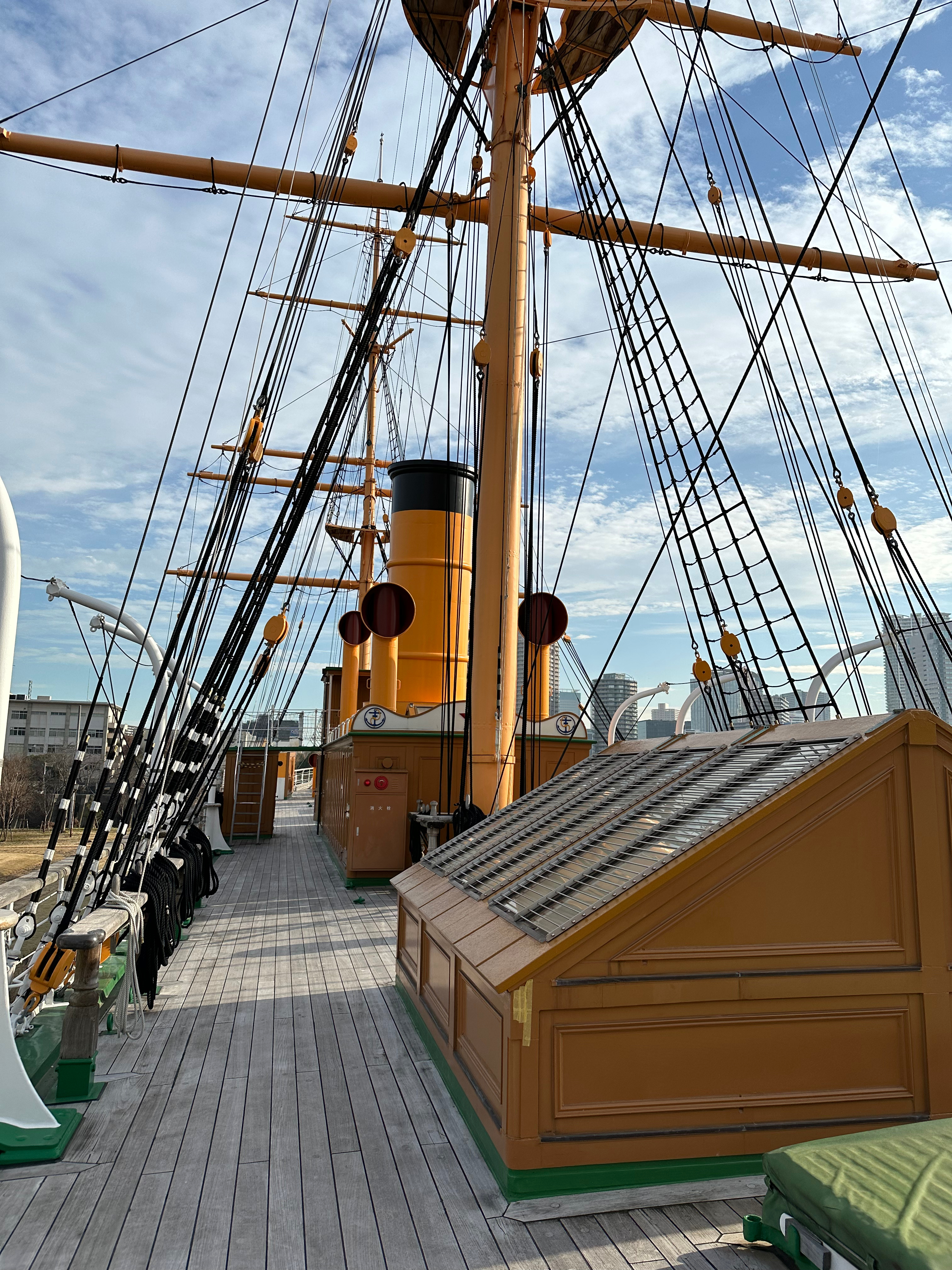
Paluba
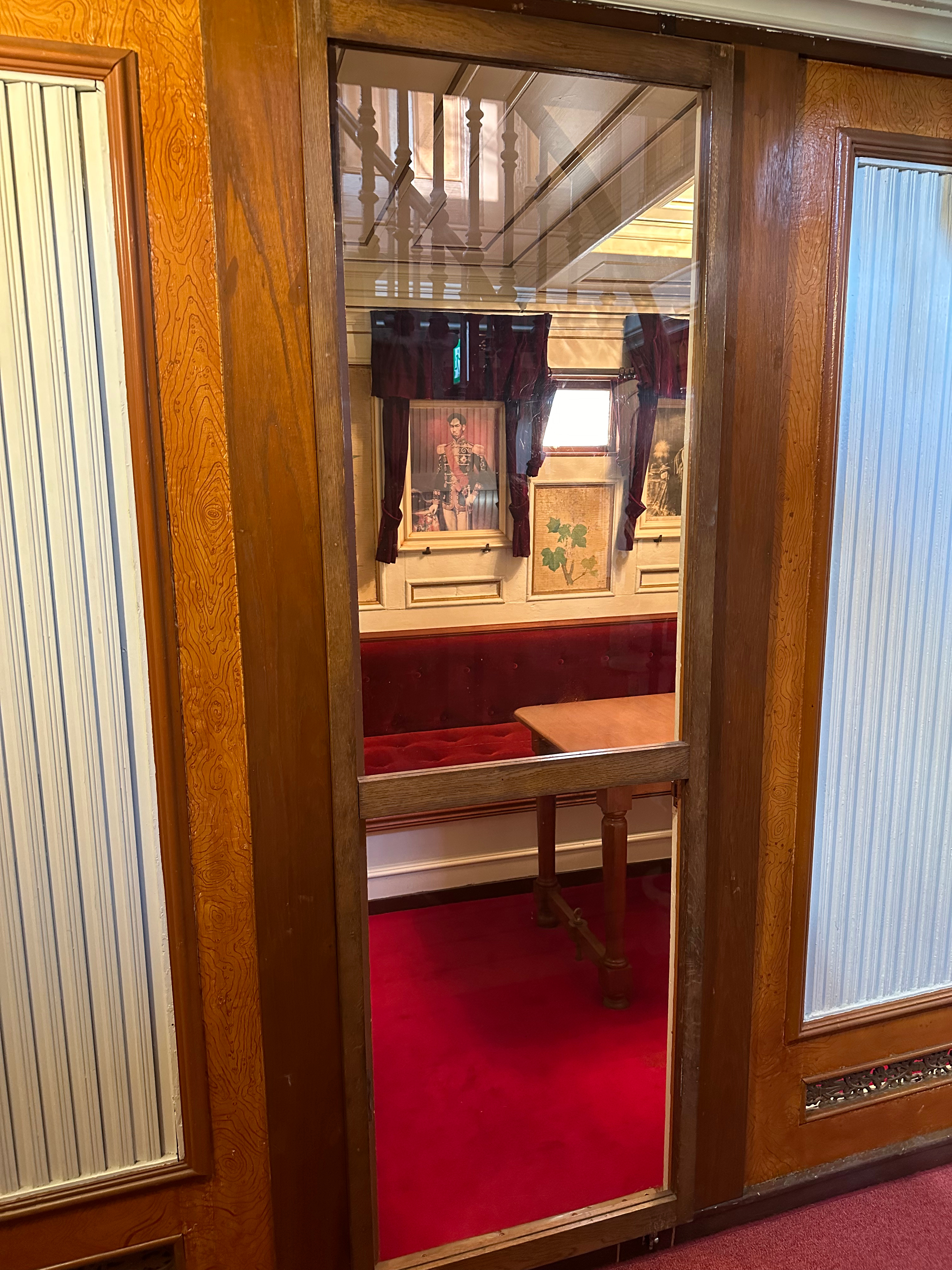
Interiér